# Dentigaster warana
Dentigaster warana är en stekelart som beskrevs av Braet och Fretey 1997. Dentigaster warana ingår i släktet Dentigaster och familjen bracksteklar. Inga underarter finns listade i Catalogue of Life.